# Serra dos Órgãos (Sierra de los Órganos)
La Serra dos Órgãos (Sierra de los Órganos) es una cadena montañosa en el estado de Río de Janeiro, Brasil. Incluye el parque nacional Serra dos Órgãos. 

## Ubicación
La Serra dos Órgãos es el nombre de la región de la Serra do Mar en la parte central del estado de Río de Janeiro. Abarca un área de 20 024 hectáreas (49 480 acres). Incluye un escarpe en el extremo norte del Guanabara Graben entre las ciudades de Petrópolis y Teresópolis. El nombre deriva de la semejanza de las formaciones rocosas verticales creadas por la erosión con los tubos de órganos utilizados en las iglesias portuguesas en ese momento.

## Topología
A lo largo del escarpe, la altitud es casi del nivel del mar en la llanura costera y alcanza los 2260 metros sobre el nivel del mar y 4 kilómetros hacia el interior. La elevación promedio es de 1100 metros sobre el nivel del mar. El Dedo de Deus (Dedo de Dios) y Escalavrado, a 1692 metros y 1490 metros y los picos cercanos con paredes rocosas empinadas son espectaculares características que se pueden observar en un día despejado desde Río de Janeiro, que se encuentra a 50 kilómetros. El punto más alto es Pedra do Sino, a 2263 metros. 
Una fractura tectónica en el noroeste está expuesta en las superficies rocosas de la meseta, que definen la dirección de las cumbres y los valles a lo largo del escarpe. Una de estas cumbres contiene varios picos de granito, incluyendo el Dedo de Deus. Las fracturas verticales del noreste, espaciadas aproximadamente cada 500 metros, interrumpen las estructuras del noroeste en ángulos rectos. La erosión a lo largo de estas fracturas ha aislado los inmensos bloques de roca. Los valles contienen depósitos de escombros en perfecto estado que han caído de las paredes de roca. En noviembre de 1981, un período de intensa lluvia provocó cientos de superficiales derrumbes de tierra y flujos de escombros que bloquearon la carretera BR-116 y mataron a unas 20 personas.

## Geología
Las montañas están compuestas por un tipo de roca llamada gneise, originaria de la era Neoproterozoica. La región es estructuralmente compleja con importantes fallas combinadas con erosión. La colina que contiene el Dedo de Dios y otras cimas es inusual ya que está sostenida por un dique grueso de granito del período Cámbrico, siendo más resistente a la erosión que las rocas orthogneiss de la era Neoproterozoica. La formación de las rocas puede haber ocurrido hace unos 620 millones de años.

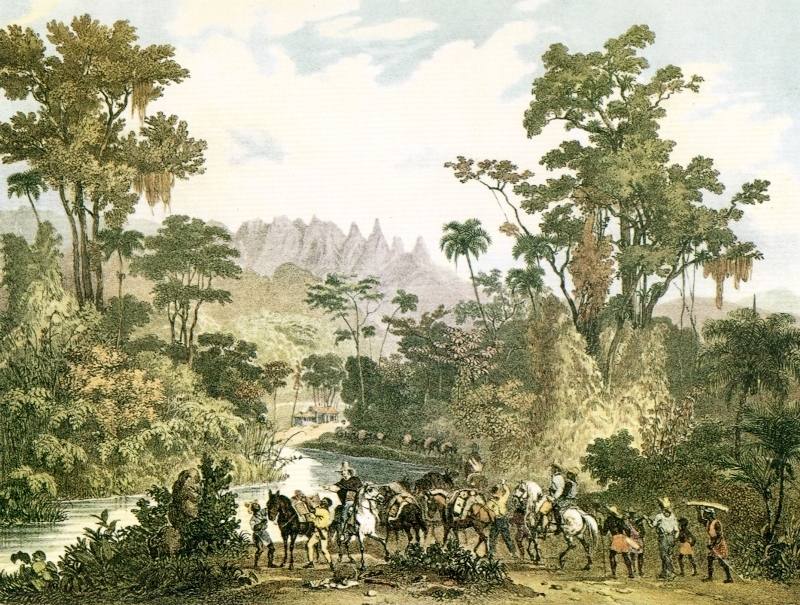
Serra dos Orgãos durante el año 1820. Pintura por Johann Moritz Rugendas
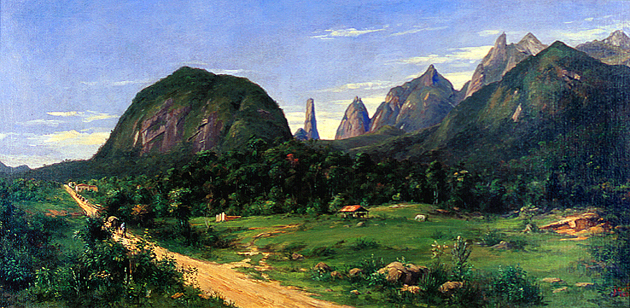
Serra dos Órgãos vista desde Teresópolis, 1885. Pintura al óleo por Georg Grimm
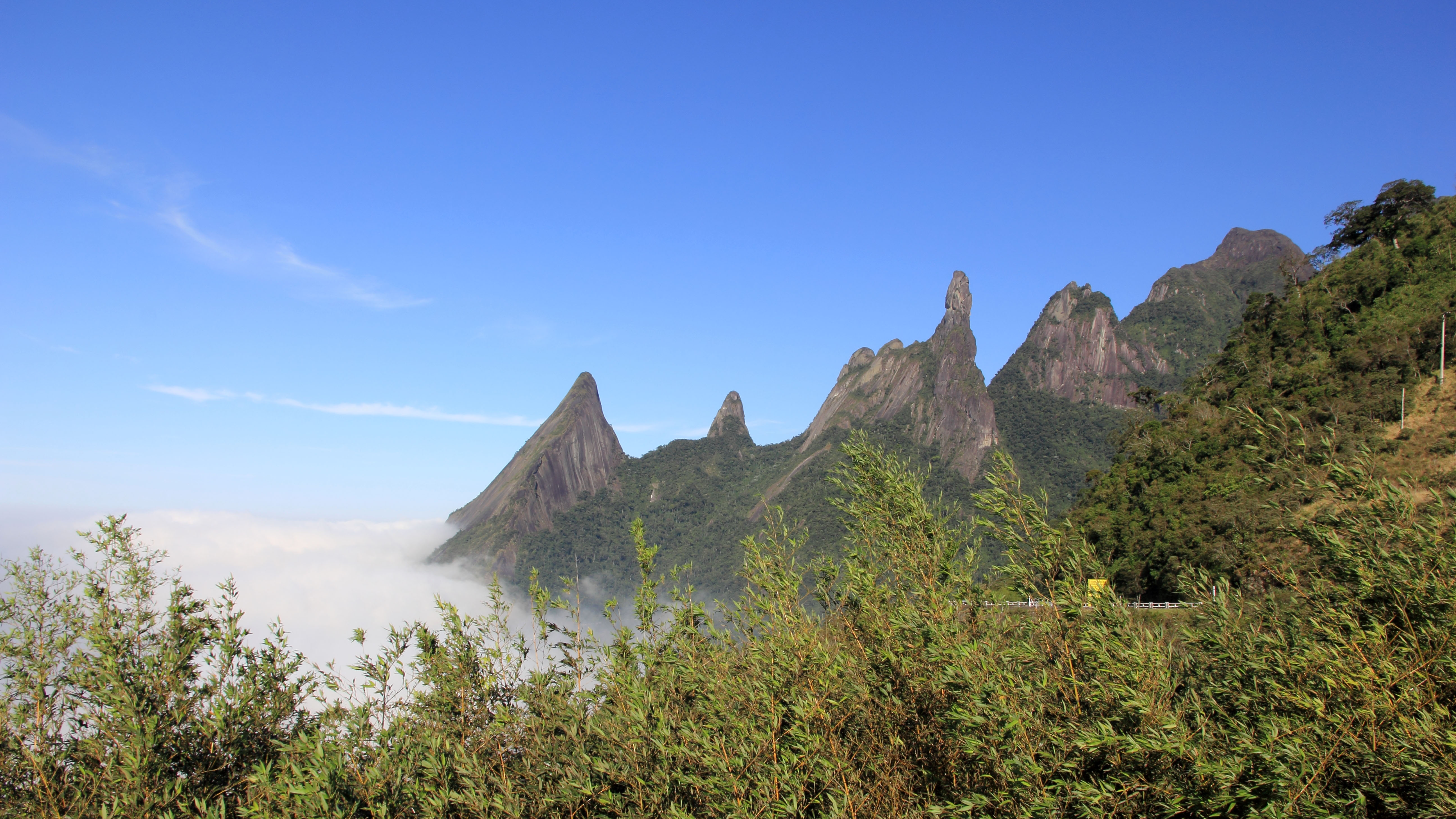
Los picos (de izquierda a derecha): Escalavrado, Dedo de Nossa Senhora, Dedo de Deus, Cabeça de Peixe y Santo Antônio.
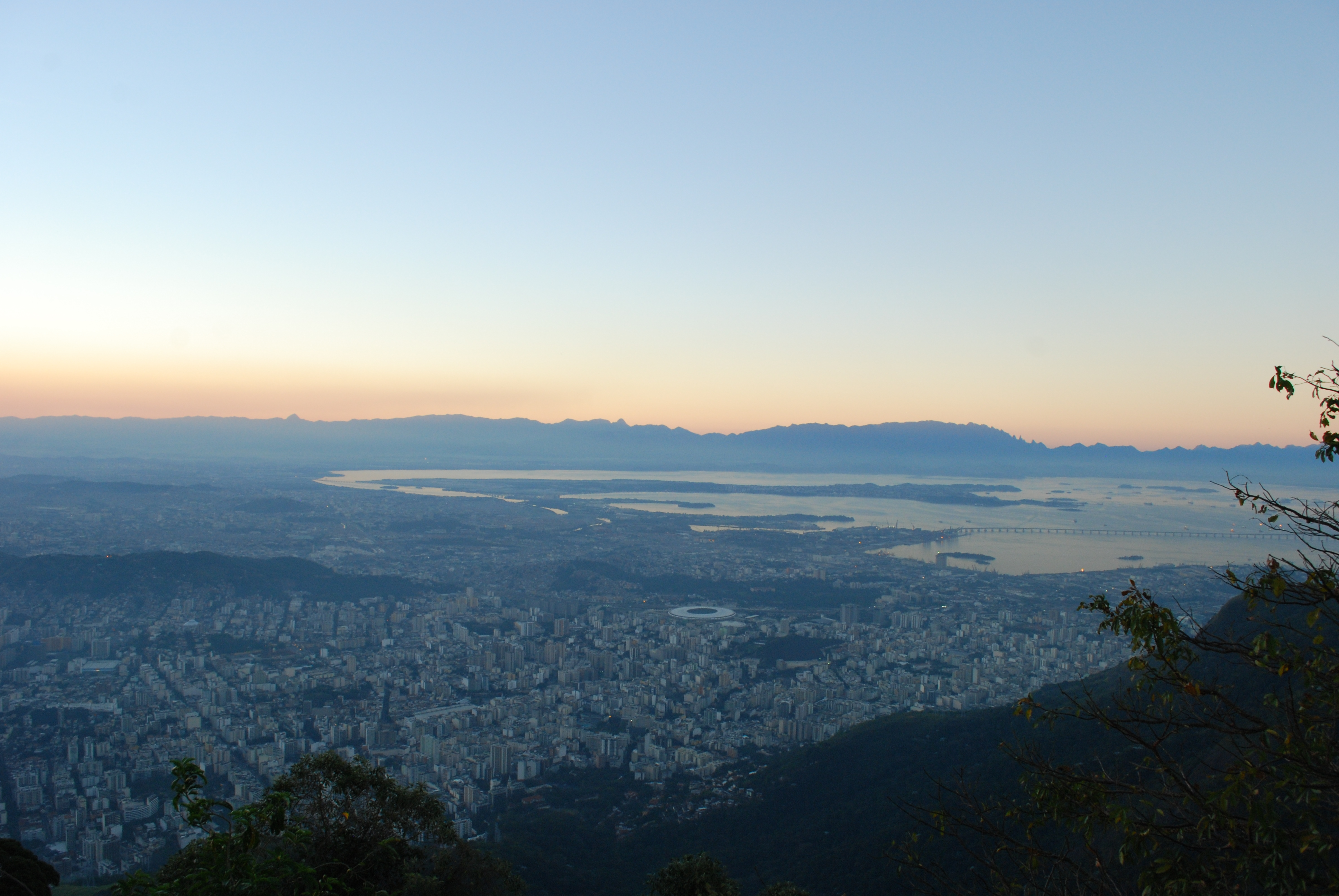
La Serra dos Órgãos en el fondo, vista desde la ciudad de Río de Janeiro